# If I Could Turn Back Time: Cher’s Greatest Hits
If I Could Turn Back Time: Cher’s Greatest Hits — четвёртый сборник американской певицы и актрисы Шер, выпущенный 9 марта 1999 года на лейбле Geffen Records.

## Об альбоме
Альбом был выпущен только в США 9 марта 1999 года лейблом Geffen Records и расположилась на 57-м месте чарта Billboard 200. В Европе была доступна только импортная версия альбома, в чарте Дании компиляция заняла 2 место. В ноябре того же года за пределами Северной Америки была выпущена компиляция The Greatest Hits. Первоначально сборник содержал новую песню — ремикс «Don’t Come Cryin' To Me»,  песни записанной во время сессий для альбома Heart of Stone, но позже трек был исключен из сборника по просьбе самой Шер. В ноябре 2011 было продано 955 тыс. копий альбома в США. В Канаде альбом был выпущен под названием Greatest Hits и в 1999 году был сертифицирован платиновым.

## Список композиций
| №   | Название                                          | Автор(ы)                            | Длительность |
| --- | ------------------------------------------------- | ----------------------------------- | ------------ |
| 1.  | «Don't Come Cryin' to Me†»                        | Diane Warren                        | 4:02         |
| 2.  | «Love and Understanding»                          | Warren                              | 4:44         |
| 3.  | «Save Up All Your Tears»                          | Warren, Desmond Child               | 4:02         |
| 4.  | «The Shoop Shoop Song (It's in His Kiss)»         | Rudy Clark                          | 2:53         |
| 5.  | «After All» (duet with Peter Cetera)              | Tom Snow, Dean Pitchford            | 4:07         |
| 6.  | «If I Could Turn Back Time»                       | Warren                              | 4:03         |
| 7.  | «Just Like Jesse James»                           | Warren, Child                       | 4:07         |
| 8.  | «Heart of Stone» (Remix)                          | Andy Hill, Pete Sinfield            | 4:20         |
| 9.  | «I Found Someone»                                 | Michael Bolton, Mark Mangold        | 3:46         |
| 10. | «We All Sleep Alone»                              | Jon Bon Jovi, Child, Richie Sambora | 3:51         |
| 11. | «Bang Bang (My Baby Shot Me Down)» (1988 version) | Sonny Bono                          | 3:54         |
| 12. | «Take Me Home»                                    | Bob Esty, Michele Aller             | 3:26         |
| 13. | «Dark Lady»                                       | Johnny Durrill                      | 3:29         |
| 14. | «Half-Breed»                                      | Mary Dean, Al Capps                 | 2:46         |
| 15. | «The Way of Love»                                 | Al Stillman, Jacques Dieval         | 2:34         |
| 16. | «Gypsys, Tramps & Thieves»                        | Bob Stone                           | 2:38         |
| 17. | «I Got You Babe» (Sonny & Cher)                   | Bono                                | 3:09         |

† Доступен только на ранних версиях

## Над альбомом работали
- Вокал: Cher
- Вокал: Sonny Bono
- Вокал: Peter Cetera
- Продюсер: Michael Bolton
- Продюсер: Bob Esty
- Продюсер: Snuff Garrett
- Фото: Harry Langdon
- Фото: Matthew Rolston

## Чарты и сертификации

### Недельные чарты
| Страна                      | Место |
| --------------------------- | ----- |
| United States Billboard 200 | 57    |
| Canadian Albums Chart       | 17    |